# Syd Wilson
Syd Wilson war ein Techniker, der für die Technicolor Corp. arbeitete. Er wurde 1962 mit einem Oscar für „Wissenschaft und Entwicklung“ ausgezeichnet. Bei dem Preis handelt es sich um eine sogenannte Class-II-Auszeichnung, da die Preisträger keine Oscar-Statuette (Class I), sondern eine Oscar-Plakette (Class II) erhalten.

## Berufliches
1962 wurde Wilson zusammen mit James Dale, Harry E. Rice, John K. Rude, Laurie Atkin, Wadsworth E. Pohl und Harold Peasgood, die seinerzeit alle bei der Technicolor Corp. beschäftigt waren, mit einer Oscar-Plakette in der Kategorie „Wissenschaft und Entwicklung“ geehrt „for a process of automatic selective printing“ (für einen Prozess des automatischen selektiven Druckens).
Darüber, was Syd Wilson vor und nach seiner Zeit bei der Technicolor Corp. beziehungsweise dem Erhalt der Auszeichnung getan hat und welche Ausbildung genau er durchlaufen hat, liegen keine Erkenntnisse vor.

## Auszeichnung
- 1962: Oscar in der Kategorie Wissenschaft und Entwicklung